# 大窪太兵衛
大窪 太兵衛（おおくぼ たへえ）は、江戸時代後期の尾張藩士。本草学を好み、文化頃同好者と定期的に開いた集会は後に嘗百社に発展し、養子大窪昌章、孫大窪安治と3代に渡って活動に関わった。号の薜茘庵は3代に渡って用いられ、また通称太兵衛は孫安治も名乗っている。

## 生涯
旧姓は山本。大久保多四郎の養子となり、天明2年（1782年）6月17日跡目を継ぎ、馬廻組、10人扶持となった。天明4年（1784年）5月苗字を大窪、天明8年（1788年）1月19日通称を多九郎と改めた。
寛政元年（1789年）5月4日松平勝長側詰として悦之助の世話を命じられたが、9月13日馬廻組に戻り、寛政5年（1793年）1月19日寄合組に転じた。寛政7年（1795年）12月27日太兵衛と改名した。
文化頃浅野春道、水谷豊文、岡林清達、柴田洞元、西山玄道、浅野文達、大河内存真等と本草会を開くようになったが、その後毎月7日は各人宅、17日は太兵衛宅が開催地とされた。
文政7年（1824年）2月18日死去し、中区梅川町長栄寺に葬られた。太兵衛等による集会は吉田雀巣庵、大窪昌章、伊藤圭介、神谷三園等を加えて博物会等の活動に発展し、文政10年（1827年）頃存真により嘗百社と名付けられた。